# The Tremeloes
The Tremeloes — британская поп-рок-группа, образовавшаяся в 1958 году в Лондоне, Англия (когда участники первого состава были ещё подростками) и спустя несколько лет ставшая важной частью британской поп-сцены. В общей сложности 14 синглов группы входили в первую двадцатку UK Singles Chart; два из них — «Here Comes My Baby» и «Silence Is Golden» — имели успех и в США.
The Tremeloes были (согласно Allmusic) «одной из самых талантливых на британской поп-рок-сцене 1960-х годов, выпускала мастерски сработанные, запоминающиеся хит-синглы», в 1966—1970 годах имела большой успех по обе стороны Атлантики, но осталась недооценённой — во многом из-за того, что часто перепевала и заимствовала песенный материал, но главное — потому что «опоздала» к началу Британского вторжения. Вместе с тем, The Tremeloes — одна из самых долговечных британских групп 1960-х годов, которая спустя 50 лет после образования продолжает концертную деятельность.

## История группы
The Tremeloes образовались в 1958 году в составе: Брайан Пул (вокал, гитара), Алан Блэйкли (англ. Alan Blakley, ударные), Алан Ховард (англ. Alan Howard, саксофон) и Грээм Скотт (англ. Graham Scott, гитара). Квартет стал частью первой бит-волны (наряду с The Shadows) и в качестве образца для подражания использовал The Crickets, группу Бадди Холли. Вскоре Пул передал гитару Блэйкли, а за ударные сел Дэйв Манден (англ. Dave Munden), который оказался ещё и неплохим вокалистом. Ховард тут же переключился на бас-гитару.
Группа (название которой нередко ошибочно писали как Tremilos) быстро сформировала себе аудиторию в Британии и стала регулярно выступать в США. К 1961 году она стала профессиональным коллективом, вновь изменив состав: Скотта в нём заменил Рик Уэст (полное имя — Ричард Уэствуд, Richard Westwood), игравший до этого в Tony Rivers & the Castaways. Это приобретение стало ключевым: группа обрела превосходного (более того, получившего классическое образование) гитариста. Кроме того, у них появился опытный менеджер Пит Уолш (англ. Peter Walsh), который до этого уже вёл дела the Brook Brothers (английского аналога The Everly Brothers) и вокального ансамбля The Kestrels.
Первым заметил Tremeloes Джимми Грант, ведущий радиопрограммы BBC Saturday Club, после чего они стали регулярно звучать на радио. В первый день 1962 года группа прошла прослушивание в студии лейбла Decca Records. Лейбл как раз искал себе новую рок-н-ролльную группу, соперниками Tremeloes оказались малоизвестные тогда The Beatles. Ответственными за прослушивание были Дик Роу и Майк Смит: первый передал право выбора второму, и тот остановил свой выбор на Tremeloes — как говорили, просто потому, что они были из Лондона. По настоянию лейбла и согласно установившейся в те годы традиции группа стала именоваться Brian Poole & Тhe Tremeloes.
Начало карьеры группы не предвещало успеха: она несколько раз записалась в качестве аккомпанирующего состава для других исполнителей (Vernons Girls, Джимми Сэвилл и др.), выпустили свои синглы «Twist Little Sister» и «Keep on Dancing», которые не имели успеха, несмотря на усилия лейбла по их рекламной поддержке. К 1963 году, когда The Beatles покорили чарты, успех стал совсем проблематичным. В этот момент Brian Poole & Тhe Tremeloes изменили имидж, усилили мощь партий ритм-гитары и все более стали использовать ритм-энд-блюз в качестве первоисточника. Результат не заставил себя ждать: их версия «Twist and Shout» поднялась до #4 в UK Singles Chart, выдержав конкуренцию с битловской версией, которая летом того же года была выпущена на EP.
Следующий сингл группы, кавер-версия песни The Contours «Do You Love Me», вышел на #1 в Англии сразу же после битловской «She Loves You» и сумел одержать победу над конкурирующей версией группы The Dave Clark Five. В течение двух следующих лет Brian Poole & the Tremeloes выпустили ещё несколько хитов, самыми известными из которых стали кавер Роя Орбисона «Candy Man» и «I Want Candy». Два концертных выступления группы были включены в фильм «Go Go, Big Beat».
К концу 1965 года, однако, ситуация на рок-сцене Британии изменилась. The Tremeloes, долгое время не менявшие ни звучание, ни имидж, обнаружили, что конкурируют уже не с Dave Clark Five или Gerry and The Pacemakers, а с гораздо более тяжёлыми и изобретательными группами, такими, как The Yardbirds и Kinks, не говоря уже о стремительно развивавшихся Beatles и Rolling Stones. Кроме того, Пул, свыкнувшись с ролью звезды, решил, что его будущее связано с поп-сценой, где он сможет вырасти в фигуру, равную Тому Джонсу.
Неудача в чартах сингла «Good Lovin» (кавер-версии The Olympics) подвела черту под первой, звёздной частью карьеры группы. В конце 1965 года Пул ушёл из группы, чтобы начать сольную карьеру; пресса прочила ему звёздное будущее, а группе — скорый закат. Но выпустив несколько неудачный синглов, Пул надолго сошёл со сцены. The Tremeloes возобновили состав: вместо Алана Ховарда в группу пришёл сначала бас-гитарист Майк Кларк (англ. Mike Clark), как и Уэст, — в прошлом участник Tony Rivers & the Castaways, затем Лен Хоукс (англ. Len «Chip» Hawkes), оказавшийся высококлассным (и уже третьим в составе) вокалистом. Группа выпустила версию «Blessed» Пола Саймона, в чарты с ним не попала и тут же потеряла контракт с Decca. Пресса окончательно поставила на Tremeloes крест, но они и не думали сдаваться. В их распоряжении, кроме сильной вокальной секции, был талантливый (и недооценённый в своё время) гитарист Уэст, восьмилетний опыт сценической деятельности, а также союзник в лице Майка Смита, который ушёл из Decca в 1966 году и поступил в только что созданный лейбл CBS Records, британское крыло американской компании Columbia Records, который спешно набирал себе английский исполнительский контингент. Именно Смит уговорил CBS подписать контракт с The Tremeloes.
Группа изменила имидж и выпустила синглом версию «Good Day Sunshine» The Beatles, которая успеха в чартах не имела, но вернула Tremeloes в фокус общественного внимания. Долгожданный успех был обеспечен синглом «Here Comes My Baby» (композиция Кэта Стивенса), который поднялся до #4 В Великобритании и до #13 в США. Следующий сингл, «Silence Is Golden», стал их первым британским чарт-топпером после «Do You Love Me» и поднялся до #11 в США (принеся группе второй заокеанский золотой диск). Группа провела в 1967 году турне по США и выпустила альбом Here Comes the Tremeloes, вошедший в хит-парады по обе стороны океана. Три их следующих сингла один за другим входили в британскую «десятку».
Как отмечает Allmusic, «в каком-то смысле Tremeloes заполнили пустоту, которая возникла после того, как такие группы, как The Beatles и The Hollies посерьёзнели, а Gerry and the Pacemakers и им подобные — исчезли, в то время, как спрос на красиво исполненный, изобретательно сыгранный поп-рок сохранился». При этом в музыкальном отношении группа оказалась сильнее многих своих поп-современников, а Уэст был настоящим виртуозом и новатором, чьи эксперименты вполне укладывалось в русло гитарного психоделического и прогрессивного рока тех лет.
Однако именно попытка перейти в прог-рок оказалась для группы роково́й. В 1970 году проработав год над новым материалом, Tremeloes выпустили альбом Master, в котором попытались обратиться к новой, «серьёзной» аудитории. Сделать этого не удалось, и несмотря на успехи сингла «Me and My Life» (# 4 Великобритания), группа стала стремительно терять популярность. Перепробовав себя в нескольких жанрах — хард-роке («Right Wheel, Left Hammer, Sham»), кантри («Hello Buddy»), глэм-роке («Blue Suede Tie») и даже в какой-то момент изменив название на The Trems, к середине 70-х годов группа сошла с большой сцены в кабаре (последовав примеру The Searchers и некоторых других групп 60-х годов). Несколько повысили активность The Tremeloes в 90-х годах, когда основу состава сформировали Манден и Уэст, пригласившие к концертной деятельности (в основном, в Европе) клавишника и вокалиста Джо Гиллингема (англ. Joe Gillingham) и поющего басиста и гитариста Дэйви Фрайера (англ. Davey Freyer).
В 2006 году The Tremeloes с участием Хоукса и Брайана Пула воссоединились и ознаменовали 40-летие группы концертным турне.

## Дискография

### Студийные альбомы
- 1963 — Big Hits of 1962 (Ace Of Clubs)
- 1963 — Twist & Shout (Decca)
- 1965 — It’s About Time (Decca)
- 1966 — Brian Poole Is Here (Audio Fidelity)
- 1967 — Chip, Dave, Alan and Rick (CBS)
- 1967 — Even the Bad Times Are Good (Epic)
- 1967 — Here Comes My Baby (Epic)
- 1967 — The Tremeloes Are Here (Audio Fidelity)
- 1968—1958/68 World Explosion (Epic)
- 1968 — Suddenly You Love Me (Epic)
- 1969 — The Live in Cabaret (CBS)
- 1970 — Master (CBS)
- 1970 — May Morning (Castle)
- 1995 — Silence Is Golden (Embassy)[4]